# 다마호정
다마호정(玉穂町)은 야마나시현 나카코마군에 존재했던 정이다.
2006년 2월 20일, 인접하는 다토미정, 도요토미촌과 신설 합병하여 시가 승격해, 주오시가 되어 폐지되었다.

## 역사
1955년에 성립한 다마호 촌은 고후 분지를 흐르는 가마나시 강, 후에부키 강 등을 모아 지하수는 풍부하여 벼농사를 중심으로 한 농촌 지대로 발전해 왔다.이후 1972년(쇼와 47년) 고후지구 광역시정촌권 지정으로 기업유치를 하는 등 적극적으로 광역행정을 추진하여 새로운 마을로서의 성격을 갖게 되었다.
1980년에 국립 야마나시 의과대학이 개교, 1983년에 야마나시 의과대학 부속병원이 개원. 이 무렵부터 문교 지역으로서의 특색을 갖게 되었다.도시화와 함께 인구도 늘어 인구 증가율이 전국 유수의 성장세를 보이기도 했다.
- 1955년 3월 20일 - 산초촌, 이나즈미촌이 합병해 다마호촌이 성립하였다.
- 1985년 4월 1일 - 정으로 승격해 다마호정이 되었다.
- 2006년 2월 20일 - 다토미정, 히가시야쓰시로군 도요토미촌과 합병해 주오시가 성립하였다. 동일 다마호정은 폐지되었다.

## 교통

### 철도
- 도카이 여객철도 미노부선

### 도로
- 주오 자동차도
- 신야마나시 순환도로